# Ludwig Schandein

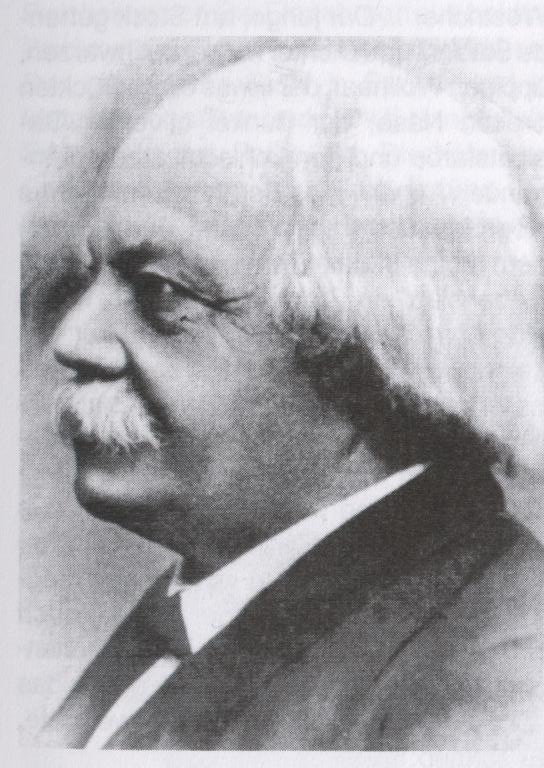
Ludwig Schandein

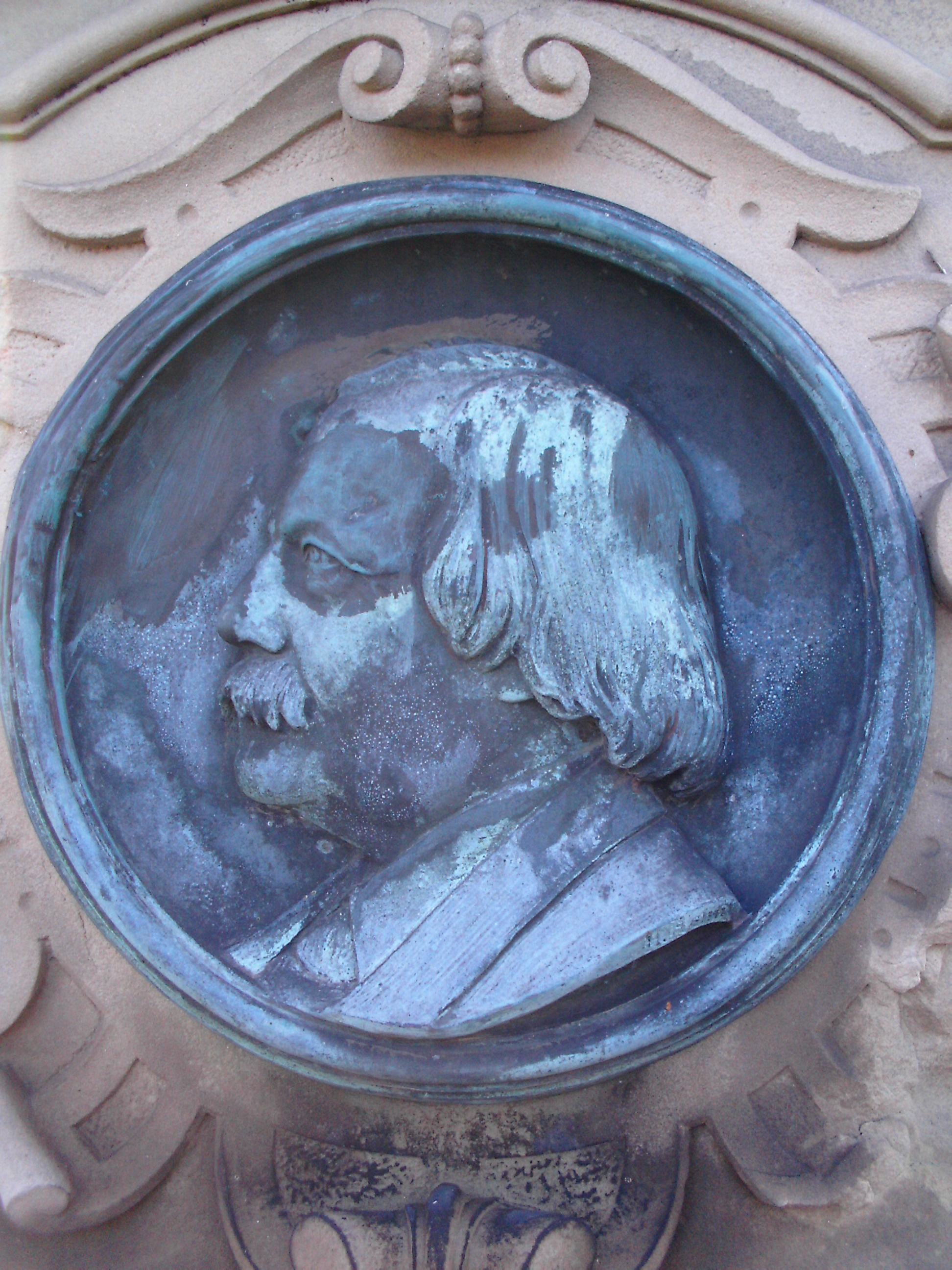
Ludwig Schandein, Relief von seinem Grabstein

Ludwig Schandein (* 27. Juni 1813 in Kaiserslautern; † 25. Oktober 1894 in Speyer) war ein Pfälzer Historiker und Mundartdichter. 

## Leben

### Herkunft und frühes Wirken
Er wurde geboren am 27. Juni 1813, zu Kaiserslautern, als 10. Kind des Schneidermeisters und Ratsherrn Martin Schandein und dessen Ehefrau Rosina geb. Knieriemen. In seiner Heimatstadt besuchte der Junge die Volksschule sowie das Progymnasium und wandte sich schließlich dem Schulfache zu. Die Lehrerbildungsanstalt nahm Ludwig Schandein auf und er verließ sie 1831 mit einem ausgezeichneten Zeugnis. In der Klassifikationsliste des Schullehrerseminars ist Ludwig Schandein unter der „Klasse der vorzüglich befähigten“ eingereiht. Seine persönlichen Daten werden wie folgt beschrieben: „katholisch; Lehrfähigkeit und Kenntnisse: vorzüglich; Gesang: gut; Orgelspiel: vorzüglich.“ (Amts- und Intelligenzblatt des Rheinkreises, Nr. 36, vom 29. Sept. 1831, Seite 281 des Gesamtjahrgangs.) Nach der Lehrprüfung fungiert er als Volksschullehrer u. a. in Weidenthal und Deidesheim, bevor er im Jahre 1839 seine definitive Staatsanstellung erhielt. Schandein benutzte jede freie Stunde zur Erweiterung seines Wissens und unterzog sich 1848 am Gymnasium in Speyer mit bestem Erfolge der Maturitätsprüfung. An der Universität München hörte er philosophische und juristische Vorlesungen; auch betrieb er unter Leitung des berühmten Sprachforschers Johann Andreas Schmeller germanistische und paläographisch-diplomatische Studien. So vorbereitet, trat Ludwig Schandein am 5. Februar 1852 als Praktikant ins königlich bayrische Reichs-Archiv zu München ein. Nebenbei beschäftigte er sich mit der Dichterei in seiner westpfälzischen Dialektsprache. Am 13. Januar 1854 schloss er mit dem renommierten Verlagshaus Cotta in Stuttgart einen Vertrag über die Herausgabe seiner „Gedichte in westricher Mundart“ ab, die bereits im Herbst des gleichen Jahres im Druck erschienen. Unterm 21. April 1862 erfolgte seine Ernennung zum Reichsarchivkanzelisten (= Staatsarchivar II. Kl.).

### Speyerer Zeit

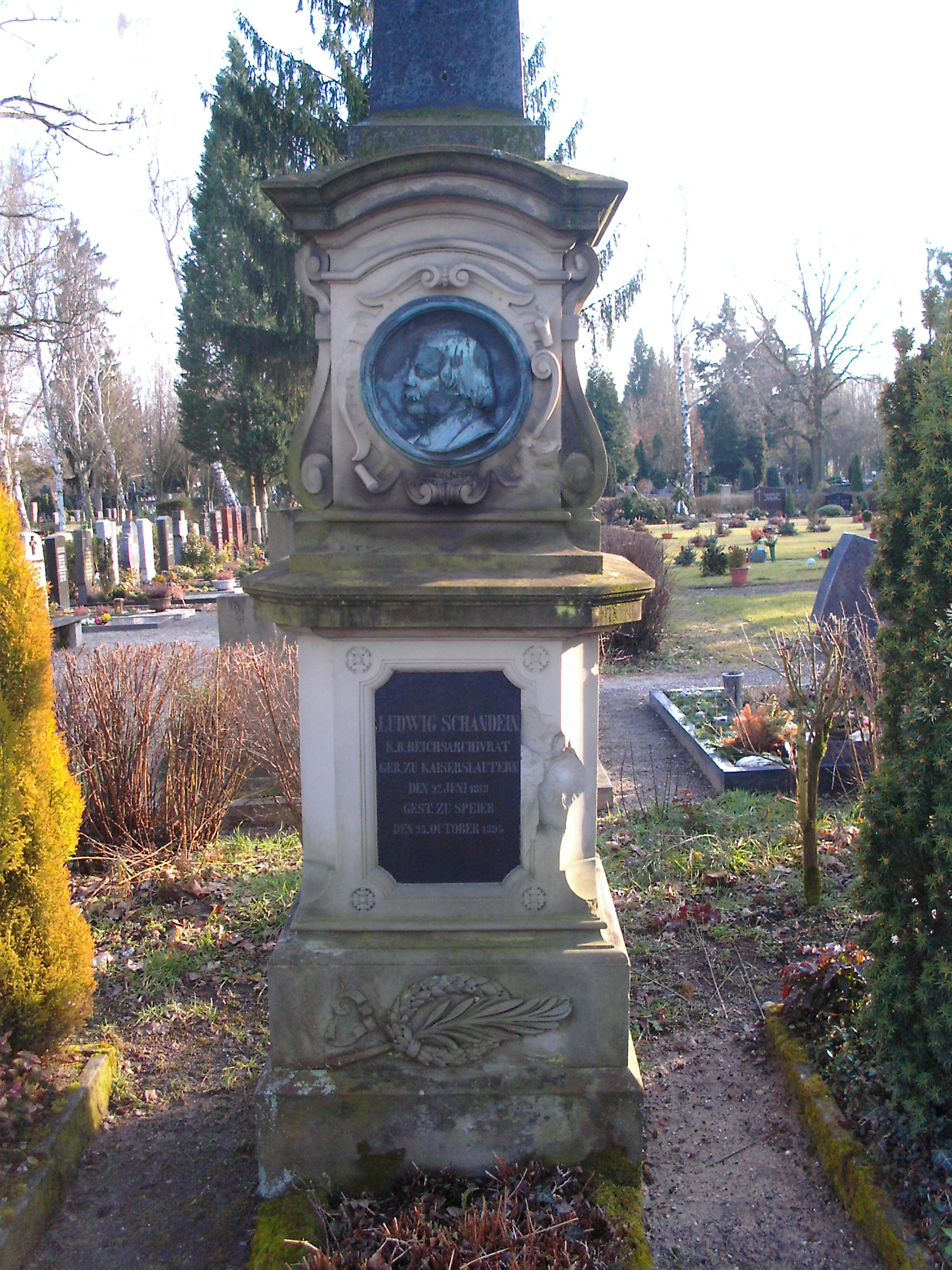
Grab Ludwig Schandeins, Hauptfriedhof Speyer, 2009

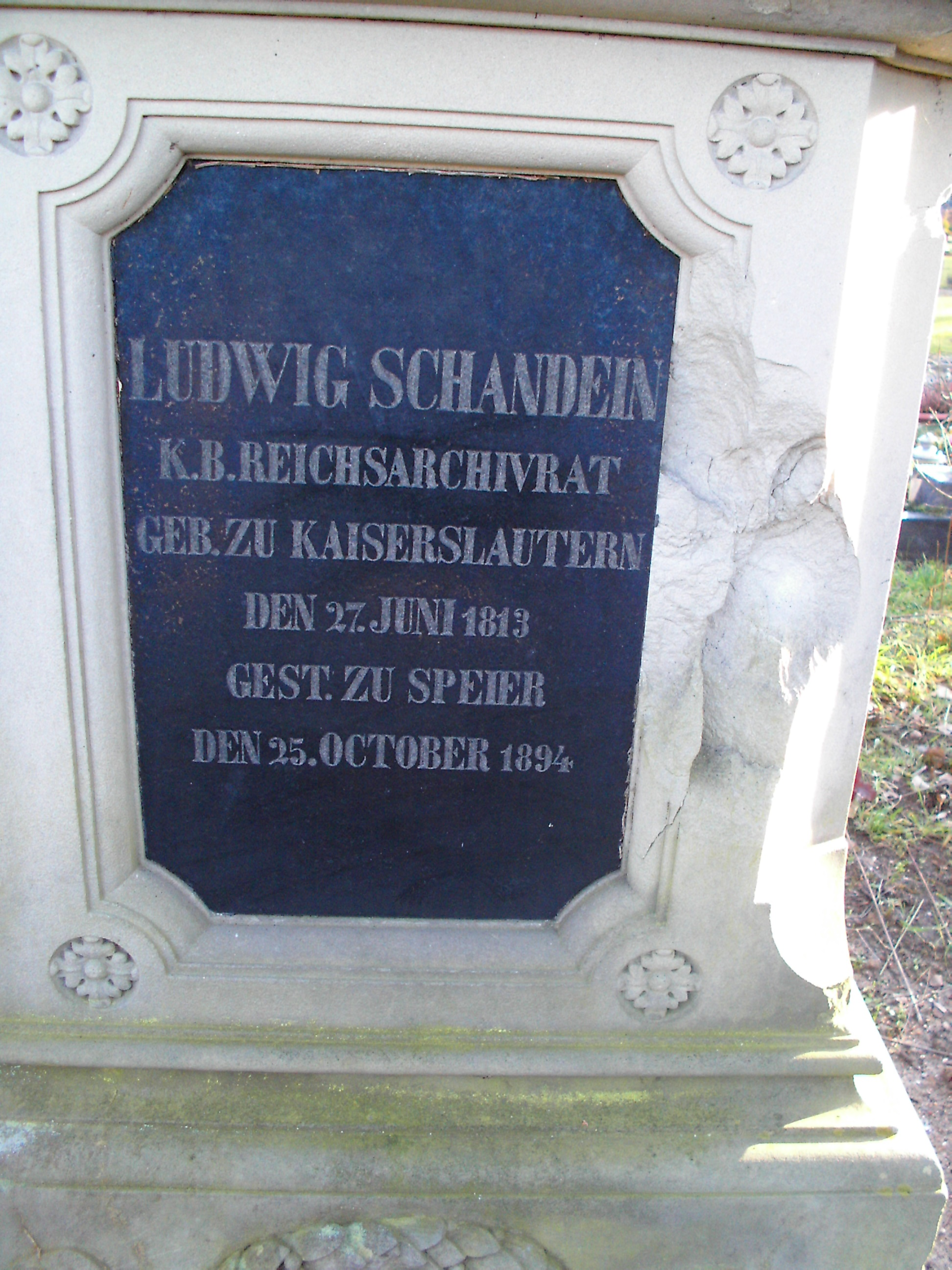
Grabinschrift Ludwig Schandeins

Am 8. Oktober 1868 wurde er als „Archiv-Conservator“ (= Staatsarchivar I. Kl.) zum Vorstand des Kreisarchivs der Rheinpfalz in Speyer befördert. In dieser Eigenschaft hat Schandein amtlich wie außeramtlich eine überaus rege Wirksamkeit entfaltet. Er begnügte sich nicht damit, in die chaotischen Zustände des ihm anvertrauten Archivs lichtvolle Ordnung zu bringen und die darin verborgenen, geschichtlichen Schätze durch Anlage guter Repertorien den Historikern zugänglich zu machen, sondern er beteiligte sich auch eifrigst an den Arbeiten des „Historischen Vereins der Pfalz“, der ihn unter seine „Neugründer“ von 1869 rechnet (Mitt. d. Hist. Ver. d. Pfalz) und dem er bis zum 11. April 1883 als I. Sekretär wertvolle Dienste widmete. Nebenbei war er auch literarisch tätig, lieferte Beiträge zu dem großartigen Nationalwerk „Bavaria“ (Rheinpfälzische Mundarten, 1865) und schrieb zahlreiche heimatkundliche Abhandlungen in den Mitteilungen des Historischen Vereins der Pfalz. Darüber hinaus arbeitete er auch mit an den Publikationen „Bavaria IV.“ (großes Sammelwerk) und „Weistümer“ von Grimm. In den Publikationen des Historischen Vereins der Pfalz veröffentlichte Ludwig Schandein zahlreiche heimatkundliche Abhandlungen. Mit Rücksicht auf seine vielseitigen Verdienste wurde der dichtende Historiker am 16. Juni 1883 - zu seinem 70. Geburtstag - durch Verleihung von Titel und Rang eines „Reichsarchivrats“ (=Geheimer Staatsarchivar) ausgezeichnet. Bereits zwei Jahre früher hatte der Großherzog von Baden ihm das Ritterkreuz 1 Kl., des Ordens vom Zähringer Löwen verliehen. Im Alter von 76 Jahren sah sich der unermüdliche Beamte aus gesundheitlichen Gründen gezwungen, um seine Ruhestandsversetzung nachzusuchen. Die letzten Lebensjahre brachte er in der pfälzischen Kreishauptstadt Speyer zu, wo er am 25. Oktober 1894 starb und auf dem städtischen Friedhof die letzte Ruhe fand. Sein Grab ist bis heute erhalten und mit einem wunderschönen Gedenkstein geziert. Schandein war ledig und seine überaus bescheidene Lebensführung setzte ihn in den Stand, sich eine gediegene Bibliothek zu schaffen. Er soll außerdem recht hilfsbereit und wohltätig gewesen sein und genoss in hohem Grade die Achtung und Liebe seiner Kollegen und Vorgesetzten, besonders des Reichs-Archivdirektors Franz von Löher. Verschiedene Pfälzer Blätter und Zeitschriften (so Mitt. d. Hist. Ver. d. Pfalz und Pfälzer Museum) haben ihm anerkennende Nachrufe gewidmet, die neuzeitlichen, würdigenden Publikationen sind sehr zahlreich. In Speyer und in Kaiserslautern ist eine Straße nach dem Historiker und Mundartpoeten benannt.

## Werke (Auswahl)
- Gedichte in Westricher Mundart. Cotta, Stuttgart/Augsburg 1854. (Digitalisat)
- Westrich und Weinpfalz. Fastnachtsspiel in drei Abtheilungen, einem Vor- und einem Zwischenspiele. Kayser, Kaiserslautern 1858. (Digitalisat)
- "Bavaria", Band IV, Seiten 217–263 (Abhandlung über die Pfälzer Mundart) -- 1867
- Ludwig Schandeins Leben, von ihm selbst berichtet. Aus d. Nachlaß im Stadtarchiv Kaiserslautern. In: Kaiserslautern, 7, 1956, 20 S.